# AN Волка
AN Волка (лат. AN Lupi) — одиночная переменная звезда в созвездии Волка на расстоянии (вычисленном из значения параллакса) приблизительно 20120 световых лет (около 6169 парсеков) от Солнца. Видимая звёздная величина звезды — от +15,3m до +13,7m.

## Характеристики
AN Волка — жёлтая пульсирующая переменная звезда типа RR Лиры (RR) спектрального класса G. Эффективная температура — около 5071 K.